# Fersjampenoeaz
Fersjampenoeaz (Russisch: Фершампенуаз; van het Franse Fère-Champenoise) is een plaats (selo) in de Russische oblast Tsjeljabinsk en vormt het bestuurlijk centrum van het district Nagajbakski hierbinnen. De plaats telt 4.435 inwoners (volkstelling 2002). Het vormt het centrum van een landbouwregio
Fersjampenoeaz bevindt zich in een steppegebied aan de oostflank van de Zuidelijke Oeral, op de oever van de rivier de Goembejka (zijrivier van de Oeral), op de plek waar de beek Kyzylsjilik instroomt. De plaats ligt op 55 kilometer ten noordwesten van Magnitogorsk en 210 kilometer ten zuidwesten van Tsjeljabinsk. De plaats heeft een wegverbinding met de regionale hoofdweg Joezjno-oeralsk - Magnitogorsk (R360) bij de plaats Nagajbakski ongeveer 20 kilometer westelijker.

## Geschiedenis
Fersjampenoeaz werd gesticht in 1842 (of 1843) door Russisch-orthodoxe Nağaybäklär uit een regiment van Orenburg-Kozakken die deelnam aan de strijd tegen Napoleon en werd vernoemd naar de Franse plaats Fère-Champenoise in de buurt van Parijs (zie ook Parizj). Daar vond op 25 maart 1814 de Slag om La Fère-Champenoise plaats, die werd gewonnen door de Russen, zodat iets later Parijs kon worden veroverd. In de 19e eeuw behoorde het dorp tot gouvernement Orenburg en vanaf 1931 tot het huidige district. In 1959 werd het districtscentrum van het dorp Nagajbakski naar het grotere Fersjampenoeaz overgeheveld.
| 1959 | 1970 | 1979 | 1989 | 2002 |
| ---- | ---- | ---- | ---- | ---- |
| 3224 | 3496 | 3938 | 4349 | 4435 |

## Geboren
- Leonid Smetannikov (1943), operazanger